# Ǭ́
Ǭ́ (minuscule : ǭ́), appelé O macron accent aigu ogonek, est une lettre latine utilisée dans l’écriture du kaska.
Il s’agit de la lettre O diacritée d’un macron, d’un accent aigu et d’un ogonek.

## Représentations informatiques
Le O macron accent aigu ogonek peut être représenté avec les caractères Unicode suivants : 
- précomposé et normalisé NFC (latin étendu B, diacritiques) :

| formes    | représentations | chaînes de caractères | points de code | descriptions                                                       |
| --------- | --------------- | --------------------- | -------------- | ------------------------------------------------------------------ |
| capitale  | Ǭ́               | Ǭ◌́                    | U+01EC U+0301  | lettre majuscule latine o ogonek et macron diacritique accent aigu |
| minuscule | ǭ́               | ǭ◌́                    | U+01ED U+0301  | lettre minuscule latine o ogonek et macron diacritique accent aigu |

- décomposé et normalisé NFD (latin de base, diacritiques) :

| formes    | représentations | chaînes de caractères | points de code              | descriptions                                                                            |
| --------- | --------------- | --------------------- | --------------------------- | --------------------------------------------------------------------------------------- |
| capitale  | Ǭ́               | O◌̨◌̄◌́                  | U+004F U+0328 U+0304 U+0301 | lettre majuscule latine o diacritique ogonek diacritique macron diacritique accent aigu |
| minuscule | ǭ́               | o◌̨◌̄◌́                  | U+006F U+0328 U+0304 U+0301 | lettre minuscule latine o diacritique ogonek diacritique macron diacritique accent aigu |